# Fördrivningen av polacker efter andra världskriget

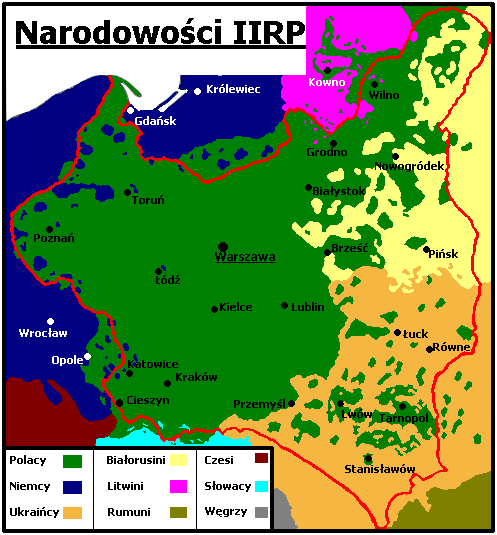
Polens etniska grupper under mellankrigstiden. Grönt står för polacker, gult för vitryssar, orange för ukrainare, blått för tyskar och lila för litauer. Den judiska befolkningen är dock inte markerad på kartan.

Curzonlinjen (blåfärgad).

Efter andra världskriget fördrevs och omflyttades omkring 1 167 000 polacker på grund av de gränsförändringar som de allierade kommit överens om vid Teheran- och Jaltakonferenserna.
1918 upprättades andra polska republiken ur Kongresspolen, delar av de forna preussiska provinserna Posen och Västpreussen samt den västra delen av den österrikiska kronlandet Galizien. Under det polsk-sovjetiska kriget 1919–1921 lyckades Polen erövra stora områden öster om "Curzonlinjen", som föreslagits som Polen östgräns under fredskongressen i Versailles, och de nya erövringarna fastställdes i freden i Riga den 18 mars 1921.
De nya gränserna innebar att den nya polska republiken fick stora minoriteter av ukrainare, vitryssar och judar i de östra områdena. Medan ukrainare och vitryssar dominerade på landsbygden hade de flesta städer en polsk och judisk befolkningsmajoritet. De största städerna i östra Polen, som Lwów, Wilno, Grodno, Nowogródek, Brześć och Tarnopol, hade alla polsktalade majoriteter med en stor judisk minoritet som övervägande hade jiddisch som modersmål.
När Nazityskland invaderade Polen i september 1939 ockuperade Sovjetunionen de östra delarna av landet i enlighet med de hemliga klausulerna i Molotov–Ribbentrop-pakten. Medan större delen av östra Polen införlivades med Ukrainska SSR och Vitryska SSR, överlämnade Sovjetunionen Wilno till Litauen, som gjort anspråk på staden av historiska skäl, då den varit Storfurstendömet Litauens huvudstad. Wilno blev nu åter huvudstad i Litauen under namnet Vilnius. Knappt ett år senare invaderade dock Sovjetunionen Litauen och införlivade staten som Litauiska SSR den 21 juli 1940.
Den 22 juni 1941 angrep Nazityskland Sovjetunionen och samtidigt inleddes en systematisk utrotning av den judiska befolkningen i Litauen, Polen, Ukraina och Vitryssland. Den tyska utrotningspolitiken innebar att den judiska befolkningen i de områden som tillhört Polen i stort sett utplånades och att de flesta storstäder, som Lwów och Wilno, nu fick en överväldigande polsk majoritet.
När USA, Storbritannien och Sovjetunionen höll ett toppmöte i Jalta i februari 1945 bekräftade de allierade att Sovjetunionen skulle få behålla de områden som erövrats från Polen 1939 och att landet skulle kompenseras med territorier från Tyskland som låg öster om Oder–Neisse-linjen. När Nazityskland slutligen besegrats i maj 1945 inleddes fördrivningen av tyskar från Ostpreussen, Schlesien och delar av Pommern och Brandenburg. Samtidigt deporterades polacker som hamnat i de litauiska, vitryska och ukrainska sovjetrepublikerna till den sovjetiska satellitstaten Folkrepubliken Polen, varav många fick bosätta sig i de tidigare tyska områdena. Folkomflyttningarna ledde till att Polen fick en i det närmaste etniskt homogen befolkning. Gränsändringarna efter andra världskriget blev permanenta och erkändes folkrättsligt efter kalla krigets slut.